# Азарки-Пудовинка
Азарки-Пудовинка (біл. вёска Азаркі-Пудавінка) — село в складі Мядельського району Мінської області, Білорусь. Село підпорядковане Мядзельській сільській раді, розташоване в північній частині області.